# Battle of Golden Hill
Das Battle of Golden Hill war eine gewalttätige Auseinandersetzung zwischen britischen Soldaten und den Sons of Liberty, welche am 19. Januar 1770 in New York City stattfand. Diese Auseinandersetzung war, zusammen mit dem Massaker von Boston und der Gaspéeaffäre, einer der frühesten Gewalttaten, welche später zum amerikanischen Unabhängigkeitskrieg führten.

## Vorgeschichte
Während der Imperialen Krise, welche in den 1760er Jahren stattfand, errichteten die Sons of Liberty oftmals sogenannte Freiheitsbäume um gegen britische Autoritäten zu protestieren. Der erste dieser Freiheitsbäume wurde am 21. Mai 1766 im City-Hall Park aufgestellt um die Aufhebung des Stempelgesetzes von 1765 zu feiern. Die Briten haben diesen Freiheitsbaum gehasst und ihn aus Protest gefällt. Ein weiterer Baum wurde aufgestellt und ebenfalls schnell abgeholzt. Ein dritter Baum wurde aufgestellt, der bis 1767 stand, bis britische Soldaten ihn abholten, nachdem sie Kolonisten gesehen hatten, die den Jahrestag der Aufhebung des Stempelgesetzes feierten. Ein vierter wurde diesmal mit Eisenbändern gesichert aufgestellt. 1767 wurde der Quartering Act verabschiedet, welchen die New Yorker Regierung größtenteils nicht durchgesetzt hatte. Das Parlament reagierte darauf, indem es die Versammlung auflöste und durch eine zustimmende ersetzte. Die Sons of Liberty veröffentlichten als Antwort eine Breitseite mit dem Titel „An die verratenen Einwohner der Stadt und der Kolonie New York“. Die Briten sprengten diesen Freiheitsbaum am 16. Januar wegen der Breitseite. Den Soldaten wurden 1.800 Pfund als Belohnung gegeben. Die Überreste des Freiheitsbaumes wurden vor die Tür einer Taverne gebracht.

## Ereignis
Am 19. Januar 1770 versuchten Isaac Sears und andere Mitglieder der Sons of Liberty, einige Soldaten von dem Verteilen von Flugblättern abzuhalten. Sears nahm einige der Soldaten gefangen und marschierte mit seinen Gefangenen zum Büro des Bürgermeisters, während der Rest der britischen Soldaten zur Kaserne rannte, um Alarm zu schlagen. Eine Menge Stadtbewohner kamen zusammen mit einer Vielzahl von Soldaten. Die Soldaten waren umzingelt und zahlenmäßig stark unterlegen. Mitsoldaten versuchten sie zu retten, wurden aber in ihre Kaserne befohlen. Als sie zu ihrer Kaserne eskortiert wurden, erreichten sie Golden Hill, wo ein Offizier sagte: „Soldaten, ziehen Sie Ihre Bajonette und schneiden Sie sich durch sie hindurch.“ Weitere Soldaten kamen und eine Gruppe von Offizieren traf ein, um die Soldaten zu zerstreuen, bevor die Situation völlig außer Kontrolle geriet. Einige der Soldaten waren schwer verletzt und einer hatte eine schwere Wunde. Einige der Stadtbewohner wurden verwundet und einigen Quellen zufolge gab es einen Todesfall, obwohl dies umstritten ist.

## Folgen
Die Schlacht machte Alexander McDougall in der Region berühmt und später ein General in der Kontinentalarmee. Nach der Schlacht wurde am 6. Februar 1770 der letzte Freiheitsbaum errichtet. Obwohl das Ereignis nicht so berühmt war wie das Massaker von Boston, wurde es 1898 mit einer Gedenktafel an der Stelle der Schlacht in der heutigen Eden’s Alley in Erinnerung gerufen. Das Gebäude wurde jedoch abgerissen und die Gedenktafel verschwand.